# Maria Christina của Áo
Maria Christina (đôi khi được viết là Marie Christine) Johanna Josepha Antonia (sinh ngày 13 tháng 5 năm 1742 - mất ngày 24 tháng 6 năm 1798), còn được gọi là Maria Christina của Áo (tiếng Đức: Maria Christina von Österreich) trong một số tài liệu, là con gái thứ 5 của Maria Theresia của Áo và Franz I của Thánh chế La Mã. Ban đầu, bà được vua cha phong tước hiệu Nữ Đại vương công Áo (Erzherzogin von Österreich). Sau khi kết hôn với Vương tử Albert xứ Sachsen năm 1766, bà được phong tước vị Công tước xứ Teschen, đồng trị vì cùng chồng cho đến qua đời. Bà cũng được bổ nhiệm làm Thống đốc của Áo Hà Lan cùng với chồng mình trong các năm 1781–1789 và 1791–1792. Sau hai lần bị trục xuất khỏi Hà Lan (năm 1789 và 1792), bà sống với chồng ở Viên cho đến khi qua đời.

## Tiểu sử

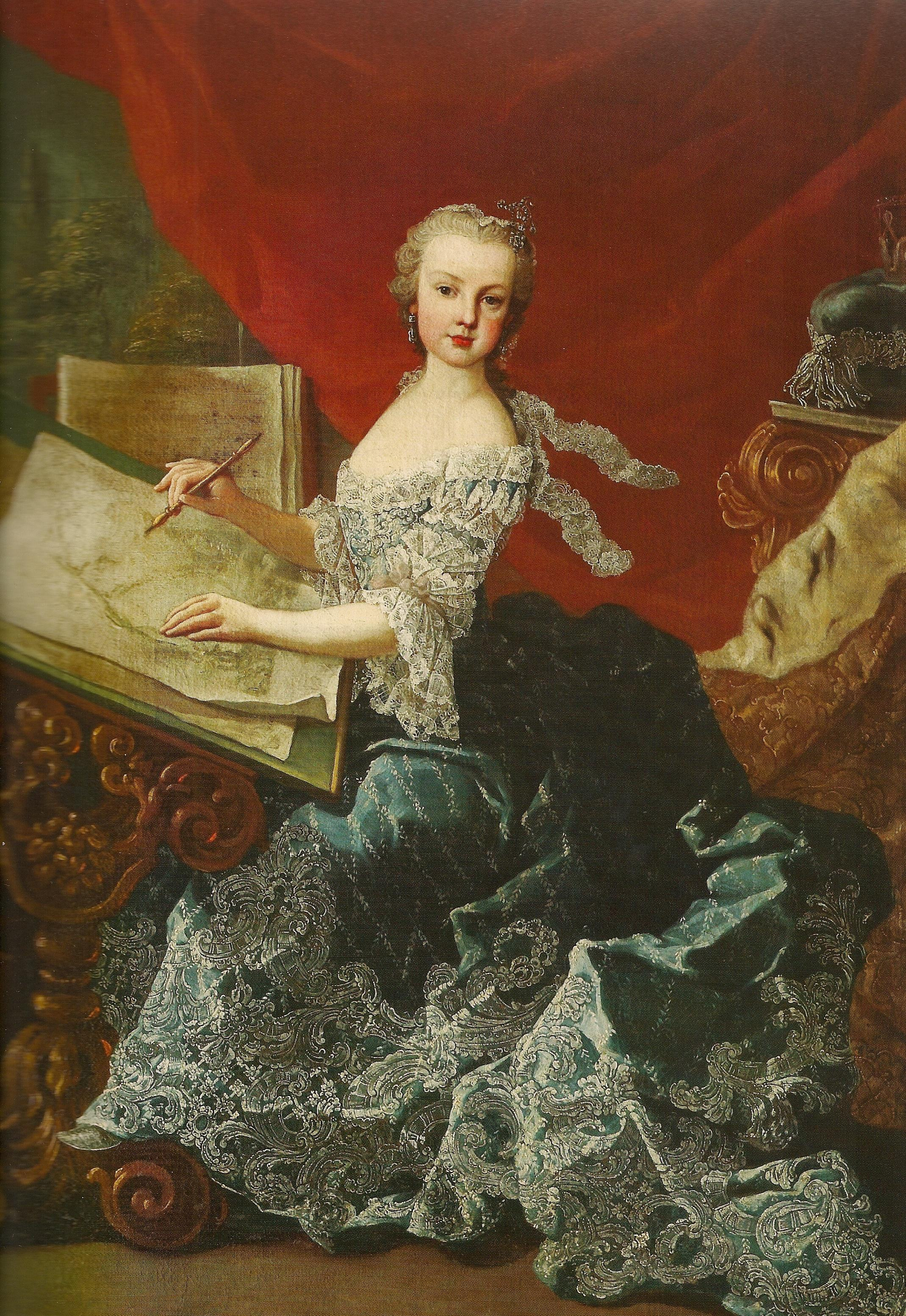
Nữ Đại vương công Maria Christina năm 1750.

### Những năm đầu đời
Là con thứ năm và con gái thứ tư và là con thứ hai còn sống cho tới tuổi trưởng thành, Maria Christina được sinh ra vào ngày sinh nhật thứ 25 của mẹ bà, vào ngày 13 tháng 5 năm 1742 tại Viên, Áo. Bà được rửa tội tại cung điện Hofburg với cái tên Maria Christina Johanna Josepha Antonia; Christina được đặt theo tên của bà ngoại là Elisabeth Christine xứ Braunschweig-Wolfenbüttel, tuy nhiên, bà luôn được gọi là Marie hoặc Mimi tại triều đình Viên và trong gia đình. Bà là đứa con mà Maria Theresia vô cùng cưng chiều, điều này có thể thấy trong những bức thư mà Hoàng hậu viết cho bà. Trong một bức thư vào ngày 22 tháng 3 năm 1747 của đại sứ Phổ tại Viên, Bá tước Otto Christoph von Podewils mô tả bà là cô bé xinh đẹp và hóm hỉnh. Không có nhiều thông tin về thời thơ ấu của bà.
Được phong làm Nữ Đại vương công, bà nhận được sự giáo dục đặc biệt và tình yêu thương từ cha mẹ. Từ sự ưu ái khét tiếng đó mà bà nhận được từ mẹ khiến cho các anh chị em của bà ghen tị, họ luôn tránh mặt bà và chỉ trích vị trí nổi bật của bà trong gia đình và ngày càng kịch liệt hơn. Sự ghét bỏ anh chị em của bà càng tăng lên sau này, vì Maria Theresia ngày càng lợi dụng bà để gây ảnh hưởng lên các thành viên khác trong gia đình.
Maria Christina có mối quan hệ rất tệ với nữ gia sư của mình, Công nương Maria Karoline von Trautson-Falkenstein. Tuy nhiên, Hoàng hậu chỉ đồng ý thay đổi người gia sư của bà vào năm 1756 khi bà bổ nhiệm nữ bá tước góa chồng Maria Anna Vasquez vào vị trí này. Mối quan hệ của bà với Vasquez trở nên tốt hơn nhiều, vài năm sau đó, nữ bá tước Vasquez thậm chí còn được đặt tên là Obersthofmeisterin trong gia đình của Maria Christina.
Xinh đẹp, thông minh và có năng khiếu nghệ thuật, Maria Christina được hưởng một nền giáo dục tận tâm. Bà còn được dạy về ngôn ngữ và lịch sử. Bà rất giỏi về tiếng Pháp và tiếng Ý, bà cũng nói tiếng Anh khá tốt. Bà sớm tỏ ra là một họa sĩ giỏi, trong Cung điện Schönbrunn, các bức vẽ của bà về gia đình hoàng gia đều được trưng bày, chứng tỏ tài năng nghệ thuật tuyệt vời của bà. Bà vẽ một số thành viên trong gia đình bao gồm cả bản thân bà và một số bản sao Thể loại tranh của các họa sĩ Hà Lan và Pháp. Một bức chân dung cụ thể được vẽ bởi Maria Christina bằng bột màu vào khoảng năm 1762 cho thấy gia đình Hoàng gia đang kỷ niệm Thánh Nicholas: trong tranh, Hoàng đế Franz đang đọc báo và Hoàng hậu phục vụ cà phê, trong khi ba người em út của bà (Ferdinand, Maria Antonia và Maximilian) đang mang theo những món quà của mình.

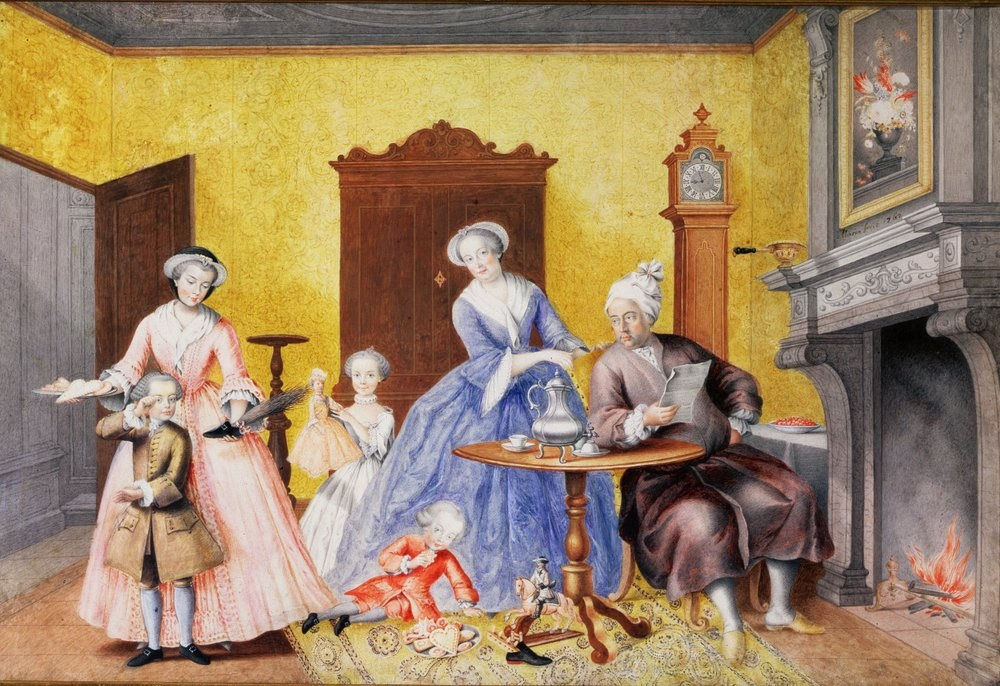
Bức vẽ của Maria Christina về gia đình

Năm 17 tuổi, bà có một mối tình lãng mạn với Công tước Louis Eugene của Württemberg, nhưng mẹ bà lại không đồng ý mối tình này, Maria Theresia cho rằng con trai của Công tước Württemberg không đủ cấp bậc để lấy Maria Christina. Đầu tháng 1 năm 1760, Vương tử Albert và Clemens của Sachsen đến Triều đình và cả hai đều được Hoàng đế và Hoàng hậu đón tiếp rất nồng nhiệt. Hoàng tử Albert gặp trong lúc tham gia một buổi hòa nhạc mà bà tham gia, và ngay sau đó anh đã nảy sinh tình cảm với bà. Cuối thliáng 1 năm 1760, Albert và Clemens rời khỏi Viên.
Maria Christina trở thành người bạn rất thân với Isabella xứ Parma, vợ của anh trai Joseph của bà. Hai người thường chơi với nhau, Isabella xinh đẹp, có học thức và rất nhạy cảm, cô không ưa nghi lễ triều đình và vị trí là vợ của người thừa kế gia tộc Habsburg, cô muốn có một số phận gợi cảm hơn; tuy nhiên, bất chấp những cảm xúc bên trong, cô luôn tỏ ra vui vẻ và hài lòng với số phận của mình. Trong khi người chồng rất mực yêu thương Isabella thì cô lại lạnh nhạt với anh. Ngược lại, đối với Maria Christina, cô có một tình cảm chân thành, thể hiện qua khoảng 200 bức thư giữa họ, thường được viết bằng tiếng Pháp. Họ đã dành nhiều thời gian bên nhau đến mức có tin đồn bị les. Isabella và bà thân thiết với nhau không chỉ bởi sở thích chung về âm nhạc và nghệ thuật mà còn bởi tình yêu thương sâu sắc.
Bà mô tả chính thức về Isabella, trong đó miêu tả cô ấy là người hòa nhã, tốt bụng và hào phóng, nhưng cô ấy cũng không bỏ qua những điểm yếu của mình. Sự ra đi sớm của người chị dâu (khi Isabella ngày càng trầm cảm và ngày càng ám ảnh về cái chết) vào ngày 27 tháng 11 năm 1763 sau biến chứng khi sinh làm Maria Christina rất đau lòng.

## Hôn nhân

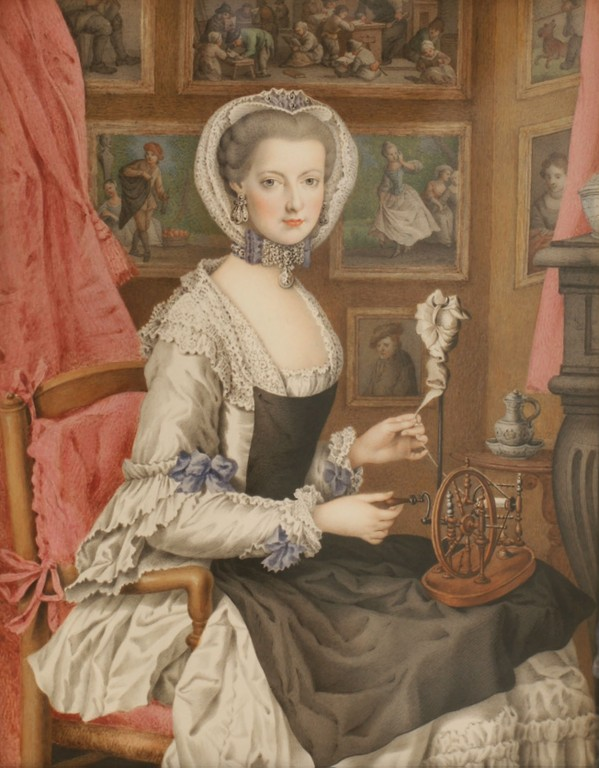
Bức tranh tự họa năm 1765.

Vào tháng 12 năm 1763, Vương tử Albert xứ Sachsen đã trở lại Viên để chia buồn với Hoàng gia về cái chết của Isabella xứ Parma. Từ đó Vương tử phát triển mối quan hệ với bà. Năm 1764, Vương tử Sachsen tới gặp bà, lần đầu tiên ở Viên vào mùa xuân và sau đó gặp thường xuyên hơn ở Pressburg (Bratislava), thủ đô của Hungary. Sau những chuyến thăm này, Maria Christina yêu Albert sâu sắc, mặc dù có tình cảm với bà nhưng anh không tin rằng mình có thể kết hôn với bà vì vị trí tương đối yếu và không ổn định về mặt chính trị đối với các tiêu chuẩn hoàng gia. Nhưng sau đó anh được mời đến Viên để nghiên cứu quy chế phục vụ mới cho binh sĩ, được tham gia vào các cuộc săn lùng và thú vui của triều đình, và nhận được lời mời của Maria Christina để tự do kiềm chế tình cảm của anh dành cho bà nhưng chưa công khai.
Maria Christina có ảnh hưởng mạnh mẽ đối với mẹ bà, người đã chấp thuận mối quan hệ của bà với Albert, nhưng cặp đôi buộc phải giữ bí mật mối quan hệ của họ vì Hoàng đế muốn bà kết hôn với người anh họ của mình, Hoàng tử Benedetto của Savoy, Công tước của Chablais (con trai của Elisabeth Therese xứ Lorraine, em gái Franz I). Hoàng hậu khuyên cô con gái thiếu kiên nhẫn của mình nên tỏ ra bình tĩnh và thận trọng khi liên lạc với Albert và dựa vào mẹ mình; Maria Theresia hứa sẽ sắp cuộc hôn nhân với Albert.
Vào tháng 7 năm 1765, gia đình Hoàng gia đến Innsbruck để dự đám cưới của Đại vương công Leopold em trai bà, với Infanta Maria Luisa của Tây Ban Nha, Albert cũng tham gia lễ cưới. Vì Công tước Chablais cũng có mặt, Maria Christina và người yêu của mình phải tiến hành một cách cẩn thận hơn. Một tháng sau, cha bà đột ngột qua đời (18 tháng 8) do đột quỵ hoặc đau tim. Gia đình Hoàng gia bị ảnh hưởng nặng nề bởi cái chết này, bao gồm cả Maria Christina, giờ đây bà không còn gặp trở ngại khi muốn kết hôn nữa. Do đó, bà là con gái duy nhất của Maria Theresia không kết hôn chính trị; tuy nhiên, vì đám tang của Hoàng đế, một thời gian để tang trước tiên phải được cử hành trước khi đám cưới của bà có thể diễn ra.
Việc chuẩn bị đám cưới bắt đầu sớm nhất là vào tháng 11 năm 1765. Maria Theresia lo lắng rằng đôi vợ chồng trẻ sống không sung sướng. Vào tháng 12, chồng bà được bổ nhiệm làm Thống chế và Thống chế của Hungary; việc này buộc Albert phải sống ở Pressburg. Lâu đài địa phương đã được cải tạo với chi phí 1,3 triệu gulden, và Thái hậu Maria Theresia đã trả hết chi phí ngay cả đồ đạc và bộ đồ ăn. Trong quần thể lâu đài Laxenburg, Maria Christina và Albert được tặng Grünnehaus. Sau đó, khi cặp đôi đến Viên, họ được phép ở trong Cung điện Hofburg. Cuối cùng, Maria Christina nhận được một của hồi môn phong phú: Xứ Teschen thuộc khối Silesian –Tại nơi mà Albert trở thành Công tước của Saxe-Teschen -, các thị trấn Mannersdorf, Ungarisch Altenburg và nhiều nơi khác, và số tiền là 100.000 gulden. Người hầu trong gia đình của hai vợ chồng có khoảng 120 người. Những món quà mà Maria Christina nhận được đã khiến các anh chị em của bà không hài lòng và ghen tị.

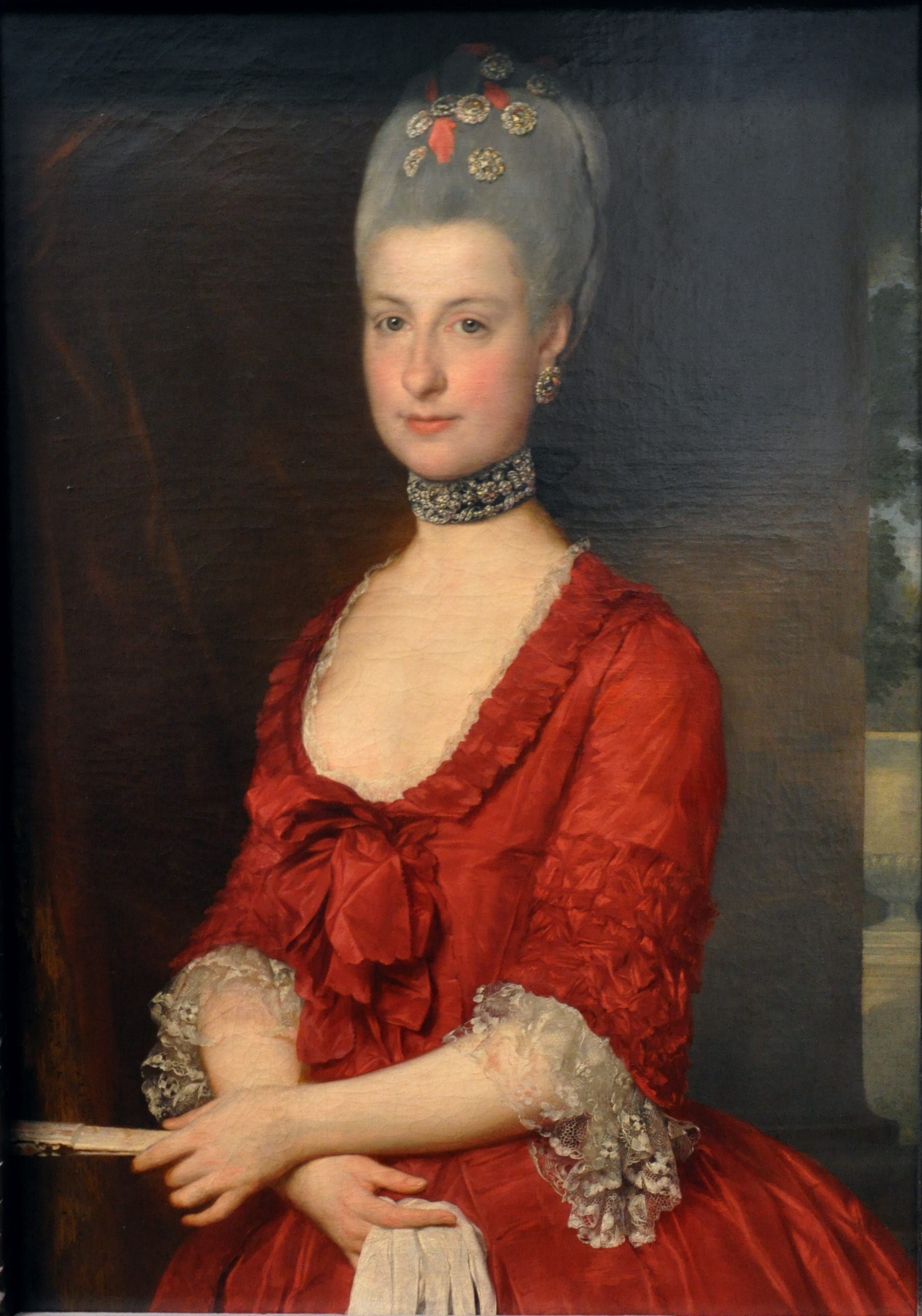
Nữ Đại vương công xứ Teschen, 1766.

Vào ngày 7 tháng 1 năm 1766, Albert đã nhận được sự chào đón nồng nhiệt của người dân tại Pressburg. Vào ngày 2 tháng 4, lễ đính hôn diễn ra và sáu ngày sau, vào ngày 8 tháng 4, đám cưới diễn ra tại nhà thờ của Schloss Hof. Trong buổi lễ (có sự hiện diện của Thái hậu) Maria Christina mặc một chiếc váy mousseline màu trắng, trang trí ngọc trai và Albert mặc quân phục của mình; tuy nhiên, những vị khách còn lại đều mặc đồ đen do triều đình đang diễn ra tang lễ. Không lâu sau đó, cặp đôi mới cưới sống ở Pressburg.
Sự may mắn của Maria Christina khi được phép kết hôn với người đàn ông bà yêu đã khiến những cô con gái khác của Maria Theresia phẫn nộ. Một trong những em gái của bà, Nữ Đại vương công Maria Amalia cũng yêu một hoàng tử, Charles của Zweibrücken, nhưng bị ép kết hôn với Ferdinand của Parma. Maria Amalia bị mẹ mình ghẻ lạnh trong suốt phần đời còn lại.
Trong những tuần đầu tiên sau đám cưới, Maria Christina, Albert và Maria Theresia bắt đầu một cuộc trao đổi thư từ sôi nổi. Mẹ bà đã cho người con gái mà mình rất nhớ nhung lời khuyên về cách cư xử với chồng. Bà phải trau dồi một thái độ thay đổi cuộc sống đàng hoàng dựa trên các giá trị Cơ đốc. Đôi vợ chồng có một cuộc hôn nhân hạnh phúc, tổ chức một triều đình lộng lẫy tại cung điện ở Pressburg, tổ chức các lễ hội, và cũng thường xuyên đi du lịch đến Viên.

## Hậu duệ
Maria Christina sinh một cô con gái tên là Maria Christina Theresa vào ngày 16 tháng 5 năm 1767, nhưng đứa trẻ chỉ sống được một ngày. Maria Christina phát bệnh sốt hậu sản, trong khi vào giữa tháng 6, Albert bị bệnh đậu mùa nhưng may mắn qua khỏi.
| Tên                                 | Sinh                | Mất                 | Ghi chú                                                            |
| ----------------------------------- | ------------------- | ------------------- | ------------------------------------------------------------------ |
| Maria Christina Theresa của Sachsen | 16 tháng 5 năm 1767 | 17 tháng 5 năm 1767 | Qua đời 1 ngày sau khi sinh, được chôn cất trong Lăng mộ hoàng gia |

Vì bà không thể có thêm con do sinh nở khó khăn, năm 1790, bà thuyết phục em trai Leopold, Đại công tước Toscana để bà và chồng nhận nuôi một người con trai út của ông, Đại vương công Charles, để có một người thừa kế.
| Tên                           | Sinh               | Mất                 | Ghi chú                                                                                   |
| ----------------------------- | ------------------ | ------------------- | ----------------------------------------------------------------------------------------- |
| Đại vương công Charles của Áo | 5 tháng 8 năm 1771 | 30 tháng 4 năm 1847 | Cháu trai và con trai nuôi, được biết đến là người chiến thắng trong trận Aspern-Essling. |

## Sống tại Hungary và chuyến đi tới Ý

Maria Christina vào năm 1766 - 1770.

Tại Pressburg, Maria Christina và chồng có thể tổ chức một cuộc sống cung đình sang trọng với những bữa tiệc thường xuyên và về thăm nhà ở Viên. Hai người sớm thành công trong việc giành được tình cảm của giới quý tộc và công dân Hungary, đồng thời cống hiến hết mình cho mối quan tâm chung của họ về nghệ thuật, điều này đã biến Pressburg trở thành một trung tâm văn hóa trong thời gian họ ở đó; chính tại đây, họ bắt đầu mua lại các bản vẽ và bản khắc, để trở thành Bộ sưu tập nghệ thuật nổi tiếng của Albertina.
Từ tháng 12 năm 1775 đến tháng 7 năm 1776, Maria Christina và Albert đã thực hiện một chuyến đi kéo dài đến Ý để thăm các em của bà là Leopold (ở Florence), Maria Carolina (ở Napoli), Maria Amalia (ở Parma) và Ferdinand (ở Milan), sau đó bà báo cáo với mẹ mình về cuộc sống của họ. Hơn nữa, cặp vợ chồng đã đến thăm Giáo Hoàng Piô VI. Tuy nhiên, sức khỏe yếu và nỗi buồn của Maria Christina càng gia tăng, trong lúc đó Albert đang thực hiện nghĩa vụ quân sự vào năm 1777–1778 trong Chiến tranh Kế vị Bavaria.

## Thống đốc Hà Lan thuộc Áo

### Những năm đầu
Sau cái chết của Charles Alexander xứ Lorraine vào ngày 4 tháng 7 năm 1780 Maria Christina và Albert, theo di chúc của Maria Theresia, được bổ nhiệm làm thống đốc chung của Hà Lan Áo. Nhưng Thái hậu qua đời vào ngày 29 tháng 11, trong quá trình chuẩn bị cho cuộc hành trình của hai vợ chồng. Joseph II hiện đảm nhận chủ quyền duy nhất với tư cách là Hoàng đế La Mã Thần thánh; ông có một mối quan hệ tồi tệ với em gái của mình và ghen tị với vị trí đặc quyền của bà và mối quan hệ thân mật với mẹ. Để đưa bà ra khỏi Viên, ông xác nhận việc bổ nhiệm bà và chồng làm thống đốc nhưng lại giảm bổng lộc của họ. Vào ngày 3 tháng 6 năm 1781, Maria Christina và Albert rời Viên và được chào đón tại Tienen bởi Georg Adam, Thân vương của Starhemberg, và được chỉ định làm Bộ trưởng Đặc mệnh toàn quyền của Áo Hà Lan vào ngày 9 tháng 7. Ngày hôm sau (10 tháng 7), họ chính thức vào Brussels và sống ở đó.
Hoàng đế không cho phép em gái mình nguồn tài chính tương ứng với địa vị của bà. Maria Christina phàn nàn với em trai Leopold và chỉ trích cách mình bị đối xử trong việc phân chia tài sản thừa kế của Maria Theresia. Bà và chồng cũng không thể đóng một vai trò chính trị độc lập mà chỉ giới hạn trong vai trò là những người bù nhìn mang tính biểu tượng. Ngay cả trước khi bổ nhiệm em gái và anh trai của mình, Joseph II (người đã kiểm soát chặt chẽ nước Áo trong bảy tuần) nhận thấy chính quyền và các điều kiện nội bộ có nhiều tiêu cực và quyết định tiến hành cải cách sâu sắc. Ông thảo luận kế hoạch của mình với các bộ trưởng và các quan chức hàng đầu của mình, và các thống đốc chung chỉ thực hiện các mệnh lệnh và ký các sắc lệnh do Hoàng đế ban hành thông qua các cố vấn mà ông chỉ định cho họ. Không có bất kỳ quyền lực thực sự nào, Maria Christina và Albert hạn chế tiếp khách nước ngoài và thích săn bắn. Giữa năm 1782 và 1784, hai vợ chồng cho xây dựng cung điện Laeken để làm nơi ở vào mùa hè, nơi họ hoàn thành bộ sưu tập nghệ thuật Albertine nổi tiếng của mình.

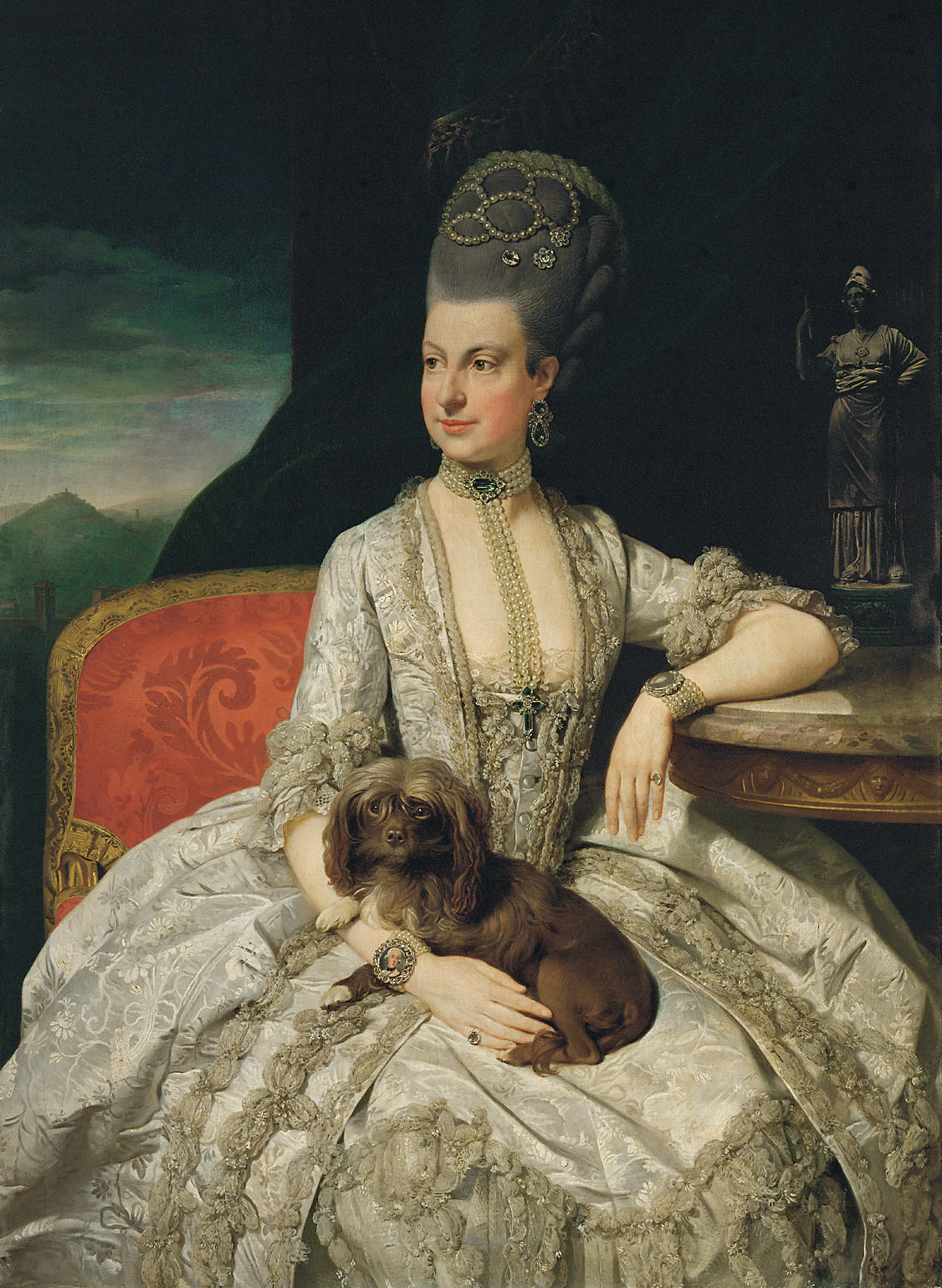
Maria Christina năm 1776.

Tuy nhiên, tại Hà Lan thuộc Áo, căng thẳng xã hội diễn ra mạnh mẽ, tài sản phần lớn thuộc sở hữu của các thành viên của hai điền trang thượng lưu, giới quý tộc được ưu tiên rõ ràng trong hệ thống thuế và tư pháp, có những bất cập lớn trong quản lý, thương mại cản trở kinh tế. Sự phát triển và thương mại nước ngoài bị ảnh hưởng bởi rào cản của Scheldt đối với việc vận chuyển hàng hóa. Các kế hoạch của Joseph II để trao đổi các phần lãnh thổ của Bavaria lấy các phần của Hà Lan thuộc Áo hoặc việc buộc dỡ bỏ hàng rào Scheldt vào năm 1784–1785 đã thất bại. Thay vào đó, Hoàng tử của Starhemberg được thay thế vào năm 1783 làm Bộ trưởng Đặc mệnh toàn quyền bởi Bá tước Ludovico di Barbiano di Belgiojoso, lúc đó đang rất nổi tiếng. Hoàng đế, người thiếu hiểu biết rõ ràng về tình hình của Áo Hà Lan, đã áp đặt những cải cách mạnh mẽ, đặc biệt là trong lĩnh vực giáo dục, gây ra rất nhiều phản kháng và làm mất vị trí của Giáo hội Công giáo vào tháng 11 năm 1781 và vào tháng 3 năm 1783 các tu viện khác nhau bị bãi bỏ. Ông cũng đề xuất ở cấp hành chính sự ra đời của chính quyền tập trung.

### Chuyến đi đến Viên và Pháp
Bà cùng chồng đến Viên vào mùa đông năm 1785-1786 sau khi được Joseph II cho gọi. Hoàng đế tiếp đón em gái của mình một cách lịch sự và mời họ đến các lễ hội. Do chuyến thăm, Joseph II đã ra lệnh trình bày các vở opera Der Schauspieldirektor của Wolfgang Amadeus Mozart và Prima la musica e poi le parole của Antonio Salieri vào ngày 7 tháng 2 năm 1786 trong một buổi biểu diễn riêng tại Cung điện Schönbrunn. Tuy nhiên, cả hai người đã không thành công trong việc thuyết phục Hoàng đế có cách tiếp cận thận trọng hơn trong việc thực hiện các kế hoạch cải cách của ông đối với nước Áo Hà Lan và việc rút lại các quy định.
Cuối tháng 7 năm 1786, Maria Christina và chồng đến Paris theo lời mời của Vua Louis XVI. Tại Cung điện Versailles, bà gặp em gái là Hoàng hậu Maria Antonia của Áo (người có quan hệ lạnh nhạt với bà) và đại sứ Hoàng gia Pháp, Florimond Claude, Comte de Mercy-Argenteau. Hoàng hậu Pháp đối xử với Maria Christina chỉ như một vị khách của nước khác ở Versailles và được phép tới xem Petit Trianon, nơi nghỉ dưỡng riêng của Maria Antonia nhưng bà không đồng ý. Trong chuyến thăm ngắn ngày đến Pháp, cặp vợ chồng đã đến thăm các viện bảo tàng và nhà máy, có mặt trong các lễ hội của tòa án và gặp gỡ Bộ trưởng Tài chính Jacques Necker và con gái, nhà văn nổi tiếng Madame de Staël. Vào giữa tháng 9 năm 1786 các thì hai người quay trở lại Brussels.

### Chống lại kế hoạch cải cách của Joseph II
Năm 1787, Maria Christina và Albert buộc phải đưa ra các cuộc Cải cách Josephine cấp tiến ở Áo Hà Lan, bao gồm việc sửa đổi sâu rộng các thể chế của chính quyền trung ương ở đó, một sự chuyển đổi của sự phân chia tỉnh tương đương với việc giải thể các tỉnh hiện có và tổ chức lại tổ chức tư pháp. Bà được lệnh của Joseph II thông qua Bá tước Ludovico di Belgiojoso, nhưng bà đã làm như vậy một cách miễn cưỡng và dự đoán rằng sẽ dẫn đến các cuộc biểu tình. Chống lại những cải cách của Đế quốc chủ yếu được thành lập hai nhóm đối lập: thứ nhất, những người theo chủ nghĩa Statists, do Hendrik Van der Noot lãnh đạo, người được nhiều quý tộc và giáo sĩ ủng hộ, và muốn giữ mối quan hệ truyền thống với nhà Habsburg, và mặt khác là những người theo chủ nghĩa Vonckists, được đặt theo tên thủ lĩnh của họ Jan Frans Vonck, người muốn có một quy tắc dân chủ với các cuộc bầu cử bằng phương thức điều tra dân số bỏ phiếu.

Các cuộc cải cách dẫn đến bạo loạn. Vào ngày 30 tháng 5 năm 1787, một đám đông, những người yêu cầu Belgiojoso bị tước bỏ quyền lực, đã đột nhập vào dinh thự của bà ở Brussels và buộc bà với Albert phải rút lại sắc lệnh của Hoàng gia. Maria Christina đã mô tả nó với anh trai của mình:
"Hàng nghìn người tập trung đông người với chiếc mũ rực sáng với huy hiệu của Brabant, đã khiến nó trở thành một ngày kinh hoàng - hơn thế nữa khi em có thông tin nhất định rằng nó dự định bắt đầu ngay tối hôm đó cuộc cướp bóc kho bạc của hoàng gia và giáo hội, rằng bộ trưởng và những thành viên của Chính phủ đang bị bệnh nặng sẽ bị xử tử và tuyên bố độc lập hoàn toàn. "
Tuy nhiên, đối với Joseph II, người đã lên án sự buông thả của cặp vợ chồng này, việc thu hồi lệnh của ông là điều không thể tránh khỏi. Ông ta muốn trấn áp các cuộc bạo động có thể xảy ra và do đó đã tăng số lượng các Tướng lĩnh và cử Bá tước Joseph Murray chỉ huy các trung đoàn ở Áo Hà Lan. Ông cũng ra lệnh cho Bá tước di Belgiojoso và các thống đốc chung đi Viên. Maria Christina và Albert đến triều đình vào cuối tháng 7 năm 1787, nhưng không thể làm thay đổi quan điểm của Hoàng đế. Bá tước Ferdinand von Trauttmansdorff được bổ nhiệm làm Bộ trưởng Đặc mệnh toàn quyền mới và Tướng đầy tham vọng Richard d'Alton đã thay thế Bá tước Murray dễ bị xâm phạm hơn.
Vào tháng 1 năm 1788, bà và Albert quay trở lại Hà Lan thuộc Áo, nơi mà khả năng xung đột đã tăng lên rõ ràng. Tình trạng bất ổn mới đã được dự báo trước. Vào tháng 4 năm 1788, họ chính thức cảnh báo với Hoàng đế rằng sự yên bình rõ ràng trong nước chỉ là bên ngoài và nỗi sợ hãi và bất hòa đã chiếm ưu thế, nhưng đảm bảo rằng họ đã đóng góp hết sức mình để khôi phục lòng tin. Mặc dù Trauttmansdorff muốn thúc đẩy cải cách Josephine theo một phong cách có phần ôn hòa hơn, ông vẫn nhận thấy sự phản đối mạnh mẽ từ các bang Brabant. Hendrik Van der Noot đóng một vai trò quan trọng trong cuộc kháng chiến này. Sau khi vượt ngục vào tháng 8 năm 1788, ông đã cố gắng ở Breda (với sự hỗ trợ của Cộng hòa Bảy tỉnh thống nhất) để chiến đấu trong vô vọng và có những người lính Phổ chống lại bạo lực của chính phủ đế quốc ở Áo Hà Lan. Tuy nhiên, sự phản kháng của các điền trang Brabante ngày càng trở nên bạo lực.

### Bị trục xuất hai lần
Vào mùa hè năm 1789, các cuộc nổi dậy đã phát sinh ở Hà Lan thuộc Áo lấy cảm hứng từ cuộc Cách mạng Pháp, nhằm vào một hội kín tên là Pro've et focis nhằm tìm cách thành lập một đội quân yêu nước. Maria Christina và chồng bất chấp lệnh của Joseph II để trở về Viên và rời Laeken đến Brussels. Vào ngày 24 tháng 10 năm 1789 bắt đầu cuộc Cách mạng Brabant: từ Breda, "Đội quân Yêu nước" chống đế quốc xâm lược Brabant và trong vài tuần tiếp theo, họ đã giành được tỉnh này và Flanders dưới sự kiểm soát của họ. Vào ngày 18 tháng 11, các thống đốc liên hợp, mặc dù miễn cưỡng, đã phải bỏ chạy; sau một cuộc hành trình qua Luxembourg, Trier và Koblenz đến Bonn bên cạnh người em út của Maria Christina là Đại vương công Maximilian Francis, Tổng Giám mục-Tuyển hầu tước của Cologne, ở lâu trong Cung điện Poppelsdorf. Trong khi đó, Hendrik van der Noot đã có thể chiến thắng tiến vào Brussels vào ngày 18 tháng 12 năm 1789.
Maria Christina vô cùng tức giận về việc bị trục xuất, nhưng bà vẫn cố gắng thực hiện các bước để tiếp tục cai trị của anh trai mình ở Áo Hà Lan. Đặc biệt, vào ngày 12 tháng 12 năm 1789, bà đã viết cho Tổng giám mục của Mechelen, rằng giờ đây Hoàng đế sẽ áp dụng một cách cư xử khác đối với các tỉnh nổi loạn nếu họ phục tùng. Mặc dù có nhiều lời hứa từ giám đốc, nhưng không có gì xảy ra. Ngoài ra, Maria Christina cũng rất tiếc việc công bố những bức thư của bà gửi cho Trauttmansdorff trước công luận.
Vào tháng 1 năm 1790, Hà Lan thuộc Áo trở thành Cộng hòa độc lập của Vương quốc Bỉ với van der Noot là Bộ trưởng thứ nhất của ông. Hoàng đế Joseph II bị bệnh nặng qua đời vào ngày 20 tháng 2 và được kế vị bởi em trai của ông là Leopold II. Họ đã trao đổi nhiều bức thư, trong đó bà khuyên Tân hoàng đế nên bắt đầu các cuộc đàm phán về việc giành lại quyền thống trị của mình đối với Hà Lan thuộc Áo hoặc bắt đầu một hành động quân sự. Người khai sáng Hoàng đế mới có thể kiềm chế sự phấn khích trong các bộ phận khác nhau của quyền thống trị Áo thông qua nhượng bộ và cử đi đàm phán ngừng bắn trong cuộc chiến chống lại quân đội Thổ Nhĩ Kỳ, trong khi lợi dụng các cuộc xung đột liên tục giữa những người theo chủ nghĩa Statists và Vonckists, những người đã đưa đã là một nền Cộng hòa mới trong biên giới của cuộc nội chiến. Người Áo đã chinh phục Brussels mà không cần giao tranh vào đầu tháng 12 năm 1790. Maria Christina và Albert (những người sau thời gian ở Bonn trước tiên chuyển đến Frankfurt, sau đó đến Vienna và cuối cùng là Dresden), quay trở lại Brussels vào ngày 15 tháng 6 năm 1791 với tư cách là thống đốc chung. Người dân đón nhận họ một cách tử tế, nhưng cũng có sự nghi ngờ.
Vào ngày 20–21 tháng 6 năm 1791, các Thống đốc sẵn sàng chào đón Louis XVI và Maria Antonia trong chuyến trốn chạy mà họ dự định. Khi đảng của hoàng gia bị bắt gần biên giới và bị áp giải trở về Paris, anh em của Louis XVI, các bá tước Provence và Artois, xuất hiện ở Brussels và yêu cầu Maria Christina can thiệp quân sự và đưa quân qua biên giới đến Pháp và bắt giữ. bữa tiệc hoàng gia trước khi họ đến Paris, nhưng Maria Christina từ chối, bà nói rằng mình sẽ cần sự cho phép của hoàng đế để thực hiện một hành động như vậy, đến lúc đó thì đã quá muộn.
Maria Christina và Albert lần này có nhiều quyền lực thực tế hơn những gì Joseph II đã cho phép họ, mặc dù sau Cách mạng Brabant, họ đã chuyển sang một chế độ cai trị độc đoán hơn. Bằng sự hợp tác tốt đẹp của bà với Leopold II và Bộ trưởng đặc mệnh toàn quyền mới của ông, Bá tước Franz Georg Karl von Metternich (cha của chính khách kiêm chính khách nổi tiếng sau này Klemens von Metternich), các thống đốc liên hợp đã đảm bảo sự ổn định nhất định thông qua chính sách ân xá.
Leopold II đột ngột qua đời vào ngày 1 tháng 3 năm 1792, giữa những tin đồn về vụ đầu độc hoặc bị ám sát bí mật. Maria Christina và Albert đã được xác nhận là thống đốc chung bởi con trai của Leopold II và người kế vị là Franz II. Tuy nhiên, vào tháng 10, Hà Lan thuộc Áo bị Cách mạng Pháp xâm lược. Tướng Pháp Charles François Dumouriez đánh bại quân Áo do Hoàng tử Albert và Charles de Croix chỉ huy trong trận Jemappes ngày 6 tháng 11. Kết quả là các thống đốc liên doanh bị lật tẩy một lần nữa buộc phải bỏ trốn, sau khi họ có thể di tản bộ sưu tập nghệ thuật của mình bằng đường biển. Tuy nhiên, một trong ba con tàu chở kho báu của họ đã bị phá hủy do một trận bão.

## Cuối đời
Maria Christina không còn thực hiện bất kỳ ảnh hưởng chính trị nào. Sau thời gian lưu trú tại Münster trong mùa đông năm 1792-1793, bà cùng Albert ốm nặng chuyển đến quê hương Dresden của ông. Họ sống hòa thuận, nhưng không còn nồng ấm trước đây, và do đó không còn có một triều đình công phu như vậy. Vào đầu năm 1794, họ được biết rằng giờ đây Hoàng đế sẽ hỗ trợ tài chính cho họ. Sau khi chuyển đến Viên thường trú, Maria Christina và chồng sống trong cung điện của Bá tước Emanuel Silva-Tarouca. Albert chủ yếu quan tâm đến bộ sưu tập nghệ thuật của mình. Sau sự trỗi dậy của Napoléon, Maria Christina đã vô cùng sốc khi biết về các cuộc đụng độ quân sự và việc ký kết Hiệp ước Campo Formio (18 tháng 10 năm 1797) giữa Napoléon và Francis II.
Năm 1797 Maria Christina trở nên u sầu, bắt đầu mắc bệnh dạ dày. Bà đi tắm ở Teplitz vào tháng 7 năm 1797 và sức khỏe được cải thiện trong một thời gian ngắn, nhưng sau đó lại bị đau đớn trở lại. Do sự tái cấu trúc của Augustinerbastei, bà và chồng đã thuê Palais Kaunitz và chuyển đến đó. Sau một thời gian ngắn mới hồi phục, Maria Christina ngày càng ốm yếu hơn vào giữa tháng 6 năm 1798; Sau khi viết cho Albert một lá thư từ biệt, trong đó bà đề cập đến tình yêu sâu sắc và trọn đời của mình dành cho chồng, bà qua đời vào ngày 24 tháng 6 năm 1798 ở tuổi 56. Bà được chôn cất trong Lăng mộ hoàng gia ở Viên. Tim bà đã được chôn cất riêng và nằm ở Herzgruft, phía sau Nhà thờ Loreto trong Nhà thờ Augustinian trong khu phức hợp Cung điện Hofburg ở Viên.
Sau cái chết của vợ, Albert vô cùng đau buồn đã xây dựng một bia mộ ấn tượng cho bà trong nhà thờ Augustinian. Trong các đồ trang trí của lăng mộ này, một tác phẩm của nhà điêu khắc tân cổ điển nổi tiếng Antonio Canova, đáng chú ý là không có một biểu tượng Kitô giáo nào được trưng bày nhưng một số họa tiết của Freemasons được thể hiện. Bức tường kim tự tháp phẳng có huy chương của Maria Christina và các hình vẽ bằng đá cẩm thạch Carrara. Nó mang dòng chữ Uxori Optimae Albertus, ngụ ý về sự tận tụy của Albert dành cho người vợ tuyệt vời của mình. Trong một cuốn sách xuất bản năm 1805 của Van de Vivere, đề cập đến ngôi mộ của Canova và cũng có sẵn trong bản dịch tiếng Đức cùng năm, đã chỉ ra rõ ràng rằng tượng đài mộ đã hình thành từ tư tưởng Kitô giáo, mặc dù tác động của nó. của Khai sáng là đáng chú ý. Với ngôn ngữ của câu chuyện ngụ ngôn, Canova đã tạo ra các biểu tượng và hình tượng tang tóc được sử dụng trong thời cổ đại và trong thời kỳ đầu của Cơ đốc giáo. Sau khi qua đời vào năm 1822, Albert được chôn cất bên cạnh bà và con gái.

## Tổ tiên
| \| \| \| \| \| \| \| \| \| \| \| \| \| \| \| \| \| \| \| \| 16. Ferdinand III của Thánh chế La Mã (= 26) \| \| \| \| \| \| \| \| \| \| \| \| \| \| \| \| \| \| \| \| \| \| \| \| \| \| \| \| \| \| \| \| \| \| \| \| \| \| \| \| \| \| \| \| \| \| \| \| \| \| \| \| \| \| 8. Leopold I của Thánh chế La Mã \| \| \| \| \| \| \| \| \| \| \| \| \| \| \| \| \| \| \| \| \| \| \| \| \| \| \| \| \| \| \| \| \| \| \| \| \| \| \| \| \| \| \| \| \| \| \| \| \| \| \| \| \| \| 17. María Ana của Tây Ban Nha \| \| \| \| \| \| \| \| \| \| \| \| \| \| \| \| \| \| \| \| \| \| \| \| \| \| \| \| \| \| \| \| \| \| \| \| \| \| \| \| \| \| \| \| \| \| \| \| \| \| \| \| \| \| 4. Karl VI của Thánh chế La Mã \| \| \| \| \| \| \| \| \| \| \| \| \| \| \| \| \| \| \| \| \| \| \| \| \| \| \| \| \| \| \| \| \| \| \| \| \| \| \| \| \| \| \| \| \| \| \| \| \| \| \| \| \| \| 18. Philipp Wilhelm I xứ Pfalz \| \| \| \| \| \| \| \| \| \| \| \| \| \| \| \| \| \| \| \| \| \| \| \| \| \| \| \| \| \| \| \| \| \| \| \| \| \| \| \| \| \| \| \| \| \| \| \| \| \| \| \| \| \| 9. Eleonore Magdalene xứ Neuburg \| \| \| \| \| \| \| \| \| \| \| \| \| \| \| \| \| \| \| \| \| \| \| \| \| \| \| \| \| \| \| \| \| \| \| \| \| \| \| \| \| \| \| \| \| \| \| \| \| \| \| \| \| \| 19. Elisabeth Amalie xứ Hessen-Darmstadt \| \| \| \| \| \| \| \| \| \| \| \| \| \| \| \| \| \| \| \| \| \| \| \| \| \| \| \| \| \| \| \| \| \| \| \| \| \| \| \| \| \| \| \| \| \| \| \| \| \| \| \| \| \| 2. Maria Theresia của Áo \| \| \| \| \| \| \| \| \| \| \| \| \| \| \| \| \| \| \| \| \| \| \| \| \| \| \| \| \| \| \| \| \| \| \| \| \| \| \| \| \| \| \| \| \| \| \| \| \| \| \| \| \| \| 20. Anton Ulrich I xứ Braunschweig-Wolfenbüttel \| \| \| \| \| \| \| \| \| \| \| \| \| \| \| \| \| \| \| \| \| \| \| \| \| \| \| \| \| \| \| \| \| \| \| \| \| \| \| \| \| \| \| \| \| \| \| \| \| \| \| \| \| \| 10. Ludwig Rudolf I xứ Braunschweig-Wolfenbüttel \| \| \| \| \| \| \| \| \| \| \| \| \| \| \| \| \| \| \| \| \| \| \| \| \| \| \| \| \| \| \| \| \| \| \| \| \| \| \| \| \| \| \| \| \| \| \| \| \| \| \| \| \| \| 21. Elisabeth Juliane xứ Slesvig-Holsten-Sønderborg-Nordborg \| \| \| \| \| \| \| \| \| \| \| \| \| \| \| \| \| \| \| \| \| \| \| \| \| \| \| \| \| \| \| \| \| \| \| \| \| \| \| \| \| \| \| \| \| \| \| \| \| \| \| \| \| \| 5. Elisabeth Christine xứ Braunschweig-Wolfenbüttel \| \| \| \| \| \| \| \| \| \| \| \| \| \| \| \| \| \| \| \| \| \| \| \| \| \| \| \| \| \| \| \| \| \| \| \| \| \| \| \| \| \| \| \| \| \| \| \| \| \| \| \| \| \| 22. Albrecht Ernst I xứ Oettingen-Oettingen \| \| \| \| \| \| \| \| \| \| \| \| \| \| \| \| \| \| \| \| \| \| \| \| \| \| \| \| \| \| \| \| \| \| \| \| \| \| \| \| \| \| \| \| \| \| \| \| \| \| \| \| \| \| 11. Christine Luise xứ Oettingen-Oettingen \| \| \| \| \| \| \| \| \| \| \| \| \| \| \| \| \| \| \| \| \| \| \| \| \| \| \| \| \| \| \| \| \| \| \| \| \| \| \| \| \| \| \| \| \| \| \| \| \| \| \| \| \| \| 23. Christine Friederike xứ Württemberg \| \| \| \| \| \| \| \| \| \| \| \| \| \| \| \| \| \| \| \| \| \| \| \| \| \| \| \| \| \| \| \| \| \| \| \| \| \| \| \| \| \| \| \| \| \| \| \| \| \| \| \| \| \| 1. Maria Christina của Áo \| \| \| \| \| \| \| \| \| \| \| \| \| \| \| \| \| \| \| \| \| \| \| \| \| \| \| \| \| \| \| \| \| \| \| \| \| \| \| \| \| \| \| \| \| \| \| \| \| \| \| \| \| \| 24. Nikolaus II xứ Lothringen \| \| \| \| \| \| \| \| \| \| \| \| \| \| \| \| \| \| \| \| \| \| \| \| \| \| \| \| \| \| \| \| \| \| \| \| \| \| \| \| \| \| \| \| \| \| \| \| \| \| \| \| \| \| 12. Karl V xứ Lothringen \| \| \| \| \| \| \| \| \| \| \| \| \| \| \| \| \| \| \| \| \| \| \| \| \| \| \| \| \| \| \| \| \| \| \| \| \| \| \| \| \| \| \| \| \| \| \| \| \| \| \| \| \| \| 25. Claude-Françoise xứ Lorraine \| \| \| \| \| \| \| \| \| \| \| \| \| \| \| \| \| \| \| \| \| \| \| \| \| \| \| \| \| \| \| \| \| \| \| \| \| \| \| \| \| \| \| \| \| \| \| \| \| \| \| \| \| \| 6. Leopold I xứ Lothringen \| \| \| \| \| \| \| \| \| \| \| \| \| \| \| \| \| \| \| \| \| \| \| \| \| \| \| \| \| \| \| \| \| \| \| \| \| \| \| \| \| \| \| \| \| \| \| \| \| \| \| \| \| \| 26. Ferdinand III của Thánh chế La Mã (= 16) \| \| \| \| \| \| \| \| \| \| \| \| \| \| \| \| \| \| \| \| \| \| \| \| \| \| \| \| \| \| \| \| \| \| \| \| \| \| \| \| \| \| \| \| \| \| \| \| \| \| \| \| \| \| 13. Eleonore Maria Josefa của Áo \| \| \| \| \| \| \| \| \| \| \| \| \| \| \| \| \| \| \| \| \| \| \| \| \| \| \| \| \| \| \| \| \| \| \| \| \| \| \| \| \| \| \| \| \| \| \| \| \| \| \| \| \| \| 27. Eleonora Gonzaga-Nevers \| \| \| \| \| \| \| \| \| \| \| \| \| \| \| \| \| \| \| \| \| \| \| \| \| \| \| \| \| \| \| \| \| \| \| \| \| \| \| \| \| \| \| \| \| \| \| \| \| \| \| \| \| \| 3. Franz I của Thánh chế La Mã \| \| \| \| \| \| \| \| \| \| \| \| \| \| \| \| \| \| \| \| \| \| \| \| \| \| \| \| \| \| \| \| \| \| \| \| \| \| \| \| \| \| \| \| \| \| \| \| \| \| \| \| \| \| 28. Louis XIII của Pháp \| \| \| \| \| \| \| \| \| \| \| \| \| \| \| \| \| \| \| \| \| \| \| \| \| \| \| \| \| \| \| \| \| \| \| \| \| \| \| \| \| \| \| \| \| \| \| \| \| \| \| \| \| \| 14. Philippe của Pháp \| \| \| \| \| \| \| \| \| \| \| \| \| \| \| \| \| \| \| \| \| \| \| \| \| \| \| \| \| \| \| \| \| \| \| \| \| \| \| \| \| \| \| \| \| \| \| \| \| \| \| \| \| \| 29. Ana của Tây Ban Nha \| \| \| \| \| \| \| \| \| \| \| \| \| \| \| \| \| \| \| \| \| \| \| \| \| \| \| \| \| \| \| \| \| \| \| \| \| \| \| \| \| \| \| \| \| \| \| \| \| \| \| \| \| \| 7. Élisabeth Charlotte của Orléans \| \| \| \| \| \| \| \| \| \| \| \| \| \| \| \| \| \| \| \| \| \| \| \| \| \| \| \| \| \| \| \| \| \| \| \| \| \| \| \| \| \| \| \| \| \| \| \| \| \| \| \| \| \| 30. Karl I Ludwig xứ Pfalz \| \| \| \| \| \| \| \| \| \| \| \| \| \| \| \| \| \| \| \| \| \| \| \| \| \| \| \| \| \| \| \| \| \| \| \| \| \| \| \| \| \| \| \| \| \| \| \| \| \| \| \| \| \| 15. Liselotte xứ Pfalz \| \| \| \| \| \| \| \| \| \| \| \| \| \| \| \| \| \| \| \| \| \| \| \| \| \| \| \| \| \| \| \| \| \| \| \| \| \| \| \| \| \| \| \| \| \| \| \| \| \| \| \| \| \| 31. Charlotte xứ Hessen-Kassel \| \| \| \| \| \| \| \| \| \| \| \| \| \| \| \| \| \| \| \| \| \| \| \| \| \| \| \| \| \| \| \| \| \| \| \| \| \| \| \| \| \| \| \| \| \| \| \| \| \| \| \| |                                                              |  |  |  |  |  |  |  |  |  |  |  |  |  |  |  |
| |                                                              |  |  |  |  |  |  |  |  |  |  |  |  |  |  |  |
| | 16. Ferdinand III của Thánh chế La Mã (= 26)                 |  |  |  |  |  |  |  |  |  |  |  |  |  |  |  |
| |                                                              |  |  |  |  |  |  |  |  |  |  |  |  |  |  |  |
| |                                                              |  |  |  |  |  |  |  |  |  |  |  |  |  |  |  |
| | 8. Leopold I của Thánh chế La Mã                             |  |  |  |  |  |  |  |  |  |  |  |  |  |  |  |
| |                                                              |  |  |  |  |  |  |  |  |  |  |  |  |  |  |  |
| |                                                              |  |  |  |  |  |  |  |  |  |  |  |  |  |  |  |
| | 17. María Ana của Tây Ban Nha                                |  |  |  |  |  |  |  |  |  |  |  |  |  |  |  |
| |                                                              |  |  |  |  |  |  |  |  |  |  |  |  |  |  |  |
| |                                                              |  |  |  |  |  |  |  |  |  |  |  |  |  |  |  |
| | 4. Karl VI của Thánh chế La Mã                               |  |  |  |  |  |  |  |  |  |  |  |  |  |  |  |
| |                                                              |  |  |  |  |  |  |  |  |  |  |  |  |  |  |  |
| |                                                              |  |  |  |  |  |  |  |  |  |  |  |  |  |  |  |
| | 18. Philipp Wilhelm I xứ Pfalz                               |  |  |  |  |  |  |  |  |  |  |  |  |  |  |  |
| |                                                              |  |  |  |  |  |  |  |  |  |  |  |  |  |  |  |
| |                                                              |  |  |  |  |  |  |  |  |  |  |  |  |  |  |  |
| | 9. Eleonore Magdalene xứ Neuburg                             |  |  |  |  |  |  |  |  |  |  |  |  |  |  |  |
| |                                                              |  |  |  |  |  |  |  |  |  |  |  |  |  |  |  |
| |                                                              |  |  |  |  |  |  |  |  |  |  |  |  |  |  |  |
| | 19. Elisabeth Amalie xứ Hessen-Darmstadt                     |  |  |  |  |  |  |  |  |  |  |  |  |  |  |  |
| |                                                              |  |  |  |  |  |  |  |  |  |  |  |  |  |  |  |
| |                                                              |  |  |  |  |  |  |  |  |  |  |  |  |  |  |  |
| | 2. Maria Theresia của Áo                                     |  |  |  |  |  |  |  |  |  |  |  |  |  |  |  |
| |                                                              |  |  |  |  |  |  |  |  |  |  |  |  |  |  |  |
| |                                                              |  |  |  |  |  |  |  |  |  |  |  |  |  |  |  |
| | 20. Anton Ulrich I xứ Braunschweig-Wolfenbüttel              |  |  |  |  |  |  |  |  |  |  |  |  |  |  |  |
| |                                                              |  |  |  |  |  |  |  |  |  |  |  |  |  |  |  |
| |                                                              |  |  |  |  |  |  |  |  |  |  |  |  |  |  |  |
| | 10. Ludwig Rudolf I xứ Braunschweig-Wolfenbüttel             |  |  |  |  |  |  |  |  |  |  |  |  |  |  |  |
| |                                                              |  |  |  |  |  |  |  |  |  |  |  |  |  |  |  |
| |                                                              |  |  |  |  |  |  |  |  |  |  |  |  |  |  |  |
| | 21. Elisabeth Juliane xứ Slesvig-Holsten-Sønderborg-Nordborg |  |  |  |  |  |  |  |  |  |  |  |  |  |  |  |
| |                                                              |  |  |  |  |  |  |  |  |  |  |  |  |  |  |  |
| |                                                              |  |  |  |  |  |  |  |  |  |  |  |  |  |  |  |
| | 5. Elisabeth Christine xứ Braunschweig-Wolfenbüttel          |  |  |  |  |  |  |  |  |  |  |  |  |  |  |  |
| |                                                              |  |  |  |  |  |  |  |  |  |  |  |  |  |  |  |
| |                                                              |  |  |  |  |  |  |  |  |  |  |  |  |  |  |  |
| | 22. Albrecht Ernst I xứ Oettingen-Oettingen                  |  |  |  |  |  |  |  |  |  |  |  |  |  |  |  |
| |                                                              |  |  |  |  |  |  |  |  |  |  |  |  |  |  |  |
| |                                                              |  |  |  |  |  |  |  |  |  |  |  |  |  |  |  |
| | 11. Christine Luise xứ Oettingen-Oettingen                   |  |  |  |  |  |  |  |  |  |  |  |  |  |  |  |
| |                                                              |  |  |  |  |  |  |  |  |  |  |  |  |  |  |  |
| |                                                              |  |  |  |  |  |  |  |  |  |  |  |  |  |  |  |
| | 23. Christine Friederike xứ Württemberg                      |  |  |  |  |  |  |  |  |  |  |  |  |  |  |  |
| |                                                              |  |  |  |  |  |  |  |  |  |  |  |  |  |  |  |
| |                                                              |  |  |  |  |  |  |  |  |  |  |  |  |  |  |  |
| | 1. Maria Christina của Áo                                    |  |  |  |  |  |  |  |  |  |  |  |  |  |  |  |
| |                                                              |  |  |  |  |  |  |  |  |  |  |  |  |  |  |  |
| |                                                              |  |  |  |  |  |  |  |  |  |  |  |  |  |  |  |
| | 24. Nikolaus II xứ Lothringen                                |  |  |  |  |  |  |  |  |  |  |  |  |  |  |  |
| |                                                              |  |  |  |  |  |  |  |  |  |  |  |  |  |  |  |
| |                                                              |  |  |  |  |  |  |  |  |  |  |  |  |  |  |  |
| | 12. Karl V xứ Lothringen                                     |  |  |  |  |  |  |  |  |  |  |  |  |  |  |  |
| |                                                              |  |  |  |  |  |  |  |  |  |  |  |  |  |  |  |
| |                                                              |  |  |  |  |  |  |  |  |  |  |  |  |  |  |  |
| | 25. Claude-Françoise xứ Lorraine                             |  |  |  |  |  |  |  |  |  |  |  |  |  |  |  |
| |                                                              |  |  |  |  |  |  |  |  |  |  |  |  |  |  |  |
| |                                                              |  |  |  |  |  |  |  |  |  |  |  |  |  |  |  |
| | 6. Leopold I xứ Lothringen                                   |  |  |  |  |  |  |  |  |  |  |  |  |  |  |  |
| |                                                              |  |  |  |  |  |  |  |  |  |  |  |  |  |  |  |
| |                                                              |  |  |  |  |  |  |  |  |  |  |  |  |  |  |  |
| | 26. Ferdinand III của Thánh chế La Mã (= 16)                 |  |  |  |  |  |  |  |  |  |  |  |  |  |  |  |
| |                                                              |  |  |  |  |  |  |  |  |  |  |  |  |  |  |  |
| |                                                              |  |  |  |  |  |  |  |  |  |  |  |  |  |  |  |
| | 13. Eleonore Maria Josefa của Áo                             |  |  |  |  |  |  |  |  |  |  |  |  |  |  |  |
| |                                                              |  |  |  |  |  |  |  |  |  |  |  |  |  |  |  |
| |                                                              |  |  |  |  |  |  |  |  |  |  |  |  |  |  |  |
| | 27. Eleonora Gonzaga-Nevers                                  |  |  |  |  |  |  |  |  |  |  |  |  |  |  |  |
| |                                                              |  |  |  |  |  |  |  |  |  |  |  |  |  |  |  |
| |                                                              |  |  |  |  |  |  |  |  |  |  |  |  |  |  |  |
| | 3. Franz I của Thánh chế La Mã                               |  |  |  |  |  |  |  |  |  |  |  |  |  |  |  |
| |                                                              |  |  |  |  |  |  |  |  |  |  |  |  |  |  |  |
| |                                                              |  |  |  |  |  |  |  |  |  |  |  |  |  |  |  |
| | 28. Louis XIII của Pháp                                      |  |  |  |  |  |  |  |  |  |  |  |  |  |  |  |
| |                                                              |  |  |  |  |  |  |  |  |  |  |  |  |  |  |  |
| |                                                              |  |  |  |  |  |  |  |  |  |  |  |  |  |  |  |
| | 14. Philippe của Pháp                                        |  |  |  |  |  |  |  |  |  |  |  |  |  |  |  |
| |                                                              |  |  |  |  |  |  |  |  |  |  |  |  |  |  |  |
| |                                                              |  |  |  |  |  |  |  |  |  |  |  |  |  |  |  |
| | 29. Ana của Tây Ban Nha                                      |  |  |  |  |  |  |  |  |  |  |  |  |  |  |  |
| |                                                              |  |  |  |  |  |  |  |  |  |  |  |  |  |  |  |
| |                                                              |  |  |  |  |  |  |  |  |  |  |  |  |  |  |  |
| | 7. Élisabeth Charlotte của Orléans                           |  |  |  |  |  |  |  |  |  |  |  |  |  |  |  |
| |                                                              |  |  |  |  |  |  |  |  |  |  |  |  |  |  |  |
| |                                                              |  |  |  |  |  |  |  |  |  |  |  |  |  |  |  |
| | 30. Karl I Ludwig xứ Pfalz                                   |  |  |  |  |  |  |  |  |  |  |  |  |  |  |  |
| |                                                              |  |  |  |  |  |  |  |  |  |  |  |  |  |  |  |
| |                                                              |  |  |  |  |  |  |  |  |  |  |  |  |  |  |  |
| | 15. Liselotte xứ Pfalz                                       |  |  |  |  |  |  |  |  |  |  |  |  |  |  |  |
| |                                                              |  |  |  |  |  |  |  |  |  |  |  |  |  |  |  |
| |                                                              |  |  |  |  |  |  |  |  |  |  |  |  |  |  |  |
| | 31. Charlotte xứ Hessen-Kassel                               |  |  |  |  |  |  |  |  |  |  |  |  |  |  |  |
| |                                                              |  |  |  |  |  |  |  |  |  |  |  |  |  |  |  |
| |                                                              |  |  |  |  |  |  |  |  |  |  |  |  |  |  |  |